# Peru nos Jogos Olímpicos de Verão de 1900
Um esgrimista do Peru competiu nos Jogos Olímpicos de Verão de 1900, em Paris. Todavia, o Comitê Olímpico Internacional atualmente não coloca o Peru como participante dos Jogos de 1900.

## Resultados por Evento

### Esgrima
Esgrima nos Jogos Olímpicos de Verão de 1900
| Evento  | Posição | Atleta            | Primeira fase     | Quartas-de-final            | Repescagem            | Semifinais  | Final       |
| ------- | ------- | ----------------- | ----------------- | --------------------------- | --------------------- | ----------- | ----------- |
| Florete | 25-34   | Carlos de Candamo | Avançou pelo juri | Para a repescagem pelo juri | Não avançou pelo juri | Não avançou | Não avançou |
| Espada  | 35-104  | Carlos de Candamo | 3º-6º no grupo M  | Não avançou                 | Não avançou           | Não avançou | Não avançou |